# Караваевка
Караваевка — река в Удмуртии, левый приток Лудзинки.
Длина реки — 13 км. Протекает на юге Завьяловского района. Исток у деревни Подшивалово. Течёт на юго-восток через деревню Каравай-Норья. Впадает в Лудзинку в 2,5 км к северо-западу от села Юськи.
На реке и притоках сооружены крупные пруды — Молдаванский, Русский, Школьный, Колхозный, Пчельник, Пожарный, Мочальник.

## Данные водного реестра
По данным государственного водного реестра России относится к Камскому бассейновому округу, водохозяйственный участок реки — Иж от истока и до устья, речной подбассейн реки — бассейны притоков Камы до впадения Белой. Речной бассейн реки — Кама.
Код водного объекта в государственном водном реестре — 10010101212111100027187.